# Сима (город)
Сима (яп. 志摩市 Сима-си) — город в Японии, находящийся в префектуре Миэ. Площадь города составляет 179,72 км², население — 51 273 человека (1 июня 2014), плотность населения — 285,29 чел./км².
26-27 мая 2016 года в Симе прошёл 42-й саммит G7 (участники саммита останавливались в отеле Shima Kanko).

## Географическое положение
Город расположен на острове Хонсю в префектуре Миэ региона Кинки. Входит в состав национального парка Исэ-Сима. С ним граничат города Исе, Тоба и посёлок Минамиисе.

## Население
Население города составляет 51 273 человека (1 июня 2014), а плотность — 285,29 чел./км². Изменение численности населения с 1980 по 2005 годы:
| 1980 | 63 065 чел. |  |
| 1985 | 64 252 чел. |  |
| 1990 | 62 877 чел. |  |
| 1995 | 63 035 чел. |  |
| 2000 | 61 628 чел. |  |
| 2005 | 58 225 чел. |  |

## Экономика
Вдоль побережья города культивируют устриц, водоросли и жемчуг. Важное значение имеют туризм, транспорт и торговля (в Сима расположены торговые центры AEON Ago и Gyutora), а также энергетика (ГЭС Эрихара и Камидзи) и научные исследования (здесь базируются научно-исследовательский институт рыболовства и исследовательская лаборатория устриц). На острове Касико создан крупный туристический комплекс. На территории города имеется несколько пляжей, синтоистских святилищ, небольших портов и рыбоперерабатывающих предприятий, в районе Исобэ расположен крупный парк развлечений «Shima Spain Village».
- Остров Касико
- Отель Shima Kanko
- Отель Ise-Shima Royal
- Институт рыболовства
- ГЭС Эрихара